# La princesa hippie
Princesa y vagabunda en España o La princesa hippie - princesita y vagabunda  en México es una película musical en coproducción hispanomexicana de 1969, escrita por Roberto Gómez Bolaños, dirigida por Miguel Morayta y protagonizada por Pili y Mili, junto a los comediantes Roberto Gómez Bolaños "Chespirito" y Xavier López "Chabelo". Esta película se realizó en locaciones de México, D. F., fue filmada en 1968 y estrenada el 15 de mayo de 1969.

## Argumento
En la ciudad de San Marciano en Europa todo la nación está de fiesta por el nacimiento del heredero al trono. Noé, ayudante del Rey, descubre que no es un heredero, si no dos gemelas idénticas, por lo que una debe morir. Cornelio, otro empleado, se compadece de la niña y decide llevársela a México. 20 años después sus vidas volverán a cruzarse, Nita es ahora una chica pobre con clase y aires de grandeza, Marciana, la princesa, es todo lo contrario, aborrece el protocolo, y le encanta cantar y bailar. 

## Reparto
- Pilar Bayona "Pili" como Marciana.
- Aurora Bayona "Mili" como Princesa Marciana.
- Enrique Guzmán como Enrique
- Carlos Piñar como Príncipe Carlos
- Guillermo Orea como Cornelio
- Chela Nájera como Condesa de la Poma
- Héctor Lechuga como "Fabián Fabianov"
- Roberto Gómez Bolaños "Chespirito" como "Damián Damianosky"
- Xavier López "Chabelo" como embajador de San Marciano.
- Edmundo Mendoza
- Victorio Blanco
- Carlos Bravo y Fernández
- Sadi Dupeyrón
- Humberto Dupeyrón
- Adolfo Magaldi
- Jesús Magaldi
- Jorge Sánchez Fogarty